# 爿部
爿部（しょうぶ）は、漢字を部首により分類したグループの一つ。
康熙字典214部首では90番目に置かれる（4画の30番目、巳集の6番目）。

## 概要
「爿」の字は木を裂いて二つにしたものの左半分を意味する。
大徐本の『説文解字』にはこの字が存在しないが、『六書故』引く唐本『説文解字』では爿部があったという。
「牀」（寝台の意）字についての徐鍇の注で爿は牀の省略であるとしている。そうだとすると、この字の本来の音は qiáng ではなく、「牀」の chuáng ということになる。甲骨文字を見ても寝台を縦にした形であり、本来の意味は寝台で、後に左半分の木切れの意味が生じたと考えられる。
木切れの意味については『新加九経字様』雑辨部に「鼎」字の下は木を裂いて炊くことに象り、左が爿で右が片であるとしている。
偏旁としてはもっぱら音符として使われ、ショウ（壯・牆・將など）やジョウ（狀など）といった音を表している。
爿を偏旁に持つ漢字はもっぱら旁に従って分類されており、爿部はそれらに分類しづらかった少数のものだけを収めている。
なお日本の新字体、中国の簡化字において「爿」は「将」や「壮」のように「丬」と簡略化されている。
しかし、爿部の漢字については日本では常用漢字ではないため、簡化字では字全体が簡化されたためにその影響が及んでいない。

## 部首の通称
- 日本：しょうへん
- 韓国：장수장변부（jangsu jang byeon bu、将帥の爿が偏の部）
- 英米：Radical half tree trunk

## 部首字
爿
- 中古音
  - 龍龕手鑑 - 疾羊切、音は牆
  - 詩韻 - 陽韻、平声
  - 三十六字母 - 従母
- 現代音
  - 普通話 - ピンイン：qiáng 注音：ㄑㄧㄤˊ ウェード式：ch'iang 2
  - 広東語 - Jyutping:coeng4 イェール式:cheung4
- 日本語 - 音： ショウ（シャウ）（漢音）
- 朝鮮語 - 音：장(jang) 訓：조각널（jogak neol、木片）

## 例字
- 爿
- 牀
- 牆
- 壯（壮）
- 將（将）